# چوتی زیرین
چوتی زیرین (به انگلیسی: Choti Zerine) یک شهرک در پاکستان است که در ناحیه دیره غازی خان واقع شده‌است.